# Klaus Bürger (Politiker)
Klaus Bürger (* 5. Juni 1941 in Liegnitz; † 2007 in Bremen) war ein deutscher Lehrer und Politiker (CDU). Er war Mitglied der Bremischen Bürgerschaft.

## Biografie

### Familie und Beruf
Bürger besuchte das Gymnasium und studierte von 1961 bis 1964 an der Pädagogischen Hochschule in Bremen. Nach der Zweiten Staatsprüfung für das Lehramt wurde er Beamter. Er war als Lehrer und Dozent in Bremen tätig. Ab 1977 war er Leiter der Orientierungsstufe am Schulzentrum Helsinkistraße.
Bürger war verheiratet. Aus seiner Ehe stammen zwei Söhne.

### Politik
Bürger war seit 1970 Mitglied der CDU in Bremen. 1971 bis 1979 gehörte er dem Beirat in Bremen-Vegesack an.
Von 1979 bis 2003 war er 24 Jahre lang Mitglied der Bremischen Bürgerschaft und in verschiedenen Deputationen und Ausschüssen der Bürgerschaft tätig, beispielsweise in den Staatlichen Deputationen für Wissenschaft und Bildung und der Städtischen Deputation für Bildung. Er war von 1987 bis 1991 Stellvertretender Vorsitzender und von 1991 bis 1999 Vorsitzender des Medienpolitischen Ausschusses der Bürgerschaft. Er war bildungspolitischer Sprecher der CDU-Fraktion sowie Mitglied und dann bis 2003 Sprecher der Bildungsdeputation. In diesen Funktionen kritisierte er viele Jahre das Bremer Schulsystem. Er kandidierte auch bei der Europawahl in Deutschland 1999.